# 那年夏天有风吹过
《那年夏天有风吹过》（英語：Wind Blew That Summer），2019年中国偶像剧。由朱玉、蔡尧、刘育同、冷心清、孟子荻领衔主演，芒果TV于2019年7月11日首播。

## 播出时间
| 频道   | 所在地 | 播出日期      | 播出时间 | 备注 |
| ------ | ------ | ------------- | -------- | ---- |
| 芒果TV | 中国   | 2019年7月11日 |          |      |

## 官方標題
關於『青春』的故事，總發生在微風吹拂的盛夏裡，感謝你們，陪我走過一生一回———最美的時光 。

## 故事簡介
该剧讲述了一群年轻男女从学生时代到步入社会十年间的故事。故事从2005年刚刚考上重点高中的白一涵开始，青春期的女孩被学霸林星泽所吸引，在闺蜜周小雨的帮助下，白一涵希望客厅通过一系列事情引起林星泽的认可，最后虽然白一涵没有得到林星泽的欣赏和认可，却已引起他的注意，与此同时，从国外转学而来的杨天然与白一涵相识，同班同学陈思宇也被周小雨所吸引，在漫长的青春岁月里，白一涵与林星泽杨天然三人产生纠葛的情愫，陈思宇和周小雨的加入，也使得三人的关系变得迷离，当青春年少的时光逝去，成年的他们，命运又走向了不同的结局。

## 演员列表

### 主要演员
| 演員   | 角色   | 介紹 |
| 朱玉   | 白一涵 | 處女座，生日9月8日。高一10班，和周小雨、唐璐、陳思宇、楊天然、林星泽是很要好的朋友，文理分班選擇『文科』。剛剛考上重點高中，被學霸林星澤所吸引，在閨蜜周小雨的幫助下，她希望客廳通過一系列事情引起林星澤的認可，最後雖然她沒有得到林星澤的欣賞和認可，卻已引起他的注意。高考前給林星澤寫畢業錄，林星澤卻寫了四個數學公式讓她解題，之後解開的數線圖為『L·O·V·E』，接受林星澤的表白，正式交往。高考後填志願時原本想填清華大學跟林星澤一起上學，但是因為分數不高，所以填了一間能穩上的華中大學-傳媒系，但沒想到林星澤也為了她也填了同一間大學，正式開始情侶間的生活。最後跟林星澤分手，過著都市女強人的生活。 |
| 蔡尧   | 林星泽 | 和周小雨是初中同班同學，小雨則幫他綽號取為『派大星』。性格高冷又謙虛有禮，有著超越同齡人心智的成熟，內心渴望家庭的溫暖與父愛。原本在高一8班，因為白一涵的緣故，所以文理分班選擇『文科』，所以就轉到了10班。高考前白一涵給他寫畢業錄，林星澤寫了四個數學公式告白，讓她解題，白一涵也接受了，正式交往。高考後填志願時原本想填清華大學，但因為白一涵的緣故，填了同一間大學，並且選擇自己的喜歡的金融系就讀，正式開始情侶間的生活。最後跟白一涵分手，與另外一位女生結婚。 |
| 刘育同 | 杨天然 | 高一10班，和白一涵、周小雨、唐璐、陳思宇、林星泽是很要好的朋友，文理分班選擇『文科』。外形陽光活潑，性格直爽，氣質中透露著桀驁不馴，正直仗義，在音樂上有著極高的天賦。因為順利通过伯克利的初试，高考前收到柏克利音樂學院的錄取通知單，高考後就搭飛機前往學院報到。 |
| 冷心清 | 周小雨 | 雙子座，高一10班，和白一涵、唐璐、陳思宇、楊天然、林星泽是很要好的朋友，文理分班選擇『文科』。白一涵的閨蜜，她永遠是白一涵最堅強的後盾。接受陳思宇的告白，正式交往，填志願時跟陳思宇填同一間大學。最後與陳思宇結婚，喜得一子。 |
| 孟子荻 | 陈思宇 | 天秤座，高一10班，和白一涵、周小雨、唐璐、楊天然、林星泽是很要好的朋友，文理分班選擇『文科』。天生的好脾氣，情商極高，默默喜歡周小雨多年，有一點懦弱的他一直不敢表白。跟周小雨告白成功，正式交往，填志願時跟周小雨填同一間大學。最後與周小雨結婚，喜得一子。 |
| 王芊蕙 | 唐璐   | 高一10班，和白一涵、周小雨、唐璐、楊天然、林星泽是很要好的朋友，文理分班選擇『文科』。個性靦腆，待人和善，智商很好，是班上的班長。 |

### 其他演员
| 演員     | 角色     | 介紹 |
| 孫子航   | 陸鳴     | 陽光外向的體育特長生，他是8班理科班的體育季員、學校籃球隊長，林星澤的死黨，和林星澤無話不談，在外校小流氓來學校挑釁的時候和林星澤楊天然等人並肩戰鬥。同時，陸鳴也是周小雨的暗戀物件，可是陸鳴卻心有所屬，在他生日那天讓周小雨徹底死心。                                                                                          |
| 刘李优优 | 于甜甜   | 跟馬小倩、于甜甜是朋友。因為家庭關係從小就跟楊天然相識，一直默默喜歡楊天然。隨著楊天然回國讀書，她也隨後回國。跟楊天然同班，知道楊天然暗戀白一涵，處心積慮陷害白一涵，而後被楊天然揭穿，之後和好。但因為病情稍微嚴重，醫生建議早點治療，而後于甜甜也接受醫生的建議，搭飛機前往澳洲接受治療，在澳洲填一間大學，重新展開新的生活。 |
| 詹子潼   | 李梦瑶   | 跟馬小倩、于甜甜是朋友。愛慕林星澤，原本跟林原本跟林星澤也在8班，文理分班選擇『文科』，沒想到又跟林星澤，第一次段考成績出來，選擇跟林星澤同桌，後林星澤選擇在白一涵斜前方視角的位置，忌妒白一涵。知道安楠送給白一涵的專辑被丟到垃圾桶和把水瓶裡的水倒在主任頭上的事，知道事情全部经过的李梦瑶一直隱瞞著，没有出卖于甜甜。        |
| 钱芊伊   | 马小倩   | 跟李夢瑤、于甜甜是朋友。跟周小雨和白一涵互看不順眼。課業成績比白一涵周小雨好，常常用成績排名諷刺她們。因為于甜甜把她的錢包放到白一涵的書包，一直以為她就是小偷，引發周小雨的不滿。 |
| 黄天宇   | 安楠     | 因為，性格有些女性化，被男生欺負，因白一涵和周小雨为其出头。看到垃圾桶内送给白一涵的那张专辑，而误解自己的好朋友白一涵，最後在白一涵德解釋和勸解下才和好。 |
| 鄧甯     | 王宸     | 白一涵的上司，喜歡白一涵也求婚過，但被拒絕。 |
| 羅永娟   | 盧老師   | |
| 朱國昱   | 吳主任   | |
| 曹蘊     | 汪勇     | 高中時期的數學老師。 |
| 時健航   | 高瑋     | |
| 蘇華     | 林爸     | |
| 姜蓉     | 林媽     | |
| 石強     | 楊爸     | |
| 虞劍虹   | 楊媽     | |
| 馮凱     | 周爸     | |
| 蔡秋燕   | 周媽     | |
| 朱為民   | 于爸     | |
| 田鈊     | 于媽     | |
| 姚逸石   | 白爸     | |
| 賈舒夷   | 白媽     | |
| 高圓     | 魏茹真   | |
| 張玳嘉   | 喬娜     | |
| 萬佳樂   | 陳佳佳   | |
| 楊諾     | 章官文   | |
| 李乾龍   | 薑濤     | |
| 谷軍衛   | 石磊     | |
| 徐金峰   | 閆峰     | |
| 小麥     | 陳娟     | |
| 孫連芳   | 趙阿姨   | |
| 蓋中天   | 旺叔     | |
| 李強     | 張校長   | |
| 郭祖明   | 安爺爺   | |
| 汪雪芳   | 安奶奶   | |
| 薛貴仁   | 阿畢     | |
| 謝爾蓋   | AARON    | |
| 朱恒     | 醫生     | |
| 周心怡   | 新娘     | |
| 李靜萍   | 宿管阿姨 | |
| 張海燕   | 玥玥     | |
| 張昊天   | 小星澤   | |